# Idaea bisetaria
Idaea bisetaria là một loài bướm đêm trong họ Geometridae.